# شانه‌موش ویپوس
شانه‌موش ویپوس (نام علمی: Ctenomys viperinus) نام یک گونه از سرده شانه‌موش است.